# Sophie-Louise Dann
Sophie-Louise Dann (Hastings, 2 febbraio 1969) è una cantante e attrice britannica.

## Biografia
Ha recitato in numerosi musical a Londra, tra cui The Boy Friend (1995), Carousel (2002), Lend Me A Tenor (2012; candidata al Laurence Olivier Award alla miglior performance in un ruolo non protagonista in un musical), Forbidden Broadway (2014), Made in Dagenham (2014), Sognando Beckham (2015) e The Girls (2017), per cui è stata candidata al Laurence Olivier Award alla migliore attrice in un musical). Nel 2013 ha fatto il suo debutto sulle scene parigine interpretando il duplice ruolo di Dot e Marie nel musical premio Pulitzer Sunday in the Park with George al Théâtre du Châtelet. Nel 2018 si unisce alla tournée britannica del musical Les Misérables nel ruolo di Madame Thénardier, mentre nel 2022 torna sulle scene londinesi per interpretare Madame Morrible in Wicked.

## Filmografia parziale

### Cinema
- Il fantasma dell'Opera (The Phantom of the Opera), regia di Joel Schumacher (2004)

### Televisione
- Doctors - serie TV, 1 episodio (2015)